# Delosperma holzbecherorum
Delosperma holzbecherorum är en isörtsväxtart som beskrevs av Niederle. Delosperma holzbecherorum ingår i släktet Delosperma, och familjen isörtsväxter. Inga underarter finns listade i Catalogue of Life.